# Templo de San Pedro Sula, Honduras
El templo de San Pedro Sula es uno de los templos construidos y operados por la Iglesia de Jesucristo de los Santos de los Últimos Días, el segundo templo SUD construido en Honduras y el octavo en Centroamérica, ubicado en la Boulevard Mario Catarino Rivas de la colonia El Pedregal en el extremo norte de San Pedro Sula. Se anticipa que el templo tenga características similiares al templo de San Juan (Puerto Rico) incluyendo un pináculo sin la característica estatua del ángel Moroni.

## Anuncio
La construcción del templo en San Pedro Sula fue anunciado por Russell M. Nelson durante la conferencia general de la iglesia el 7 de abril de 2019 junto a otros siete templos. El 5 de julio de 2020 la iglesia envió un comunicado de prensa que anunciaba la ceremonia de la primera palada, presentando adjunto una versión oficial del edificio y su ubicación en un terreno en Río de Piedras, en el extremo opuesto de la cuadra del Hospital Nacional Nor-Occidental Dr. Mario Catarino Rivas.
La ceremonia de la primera palada ocurrió el 5 de septiembre de 2020 presidida por José Bernardo Hernández, nativo de San Pedro Sula. El templo cuenta con cuatro salones para efectuar las ordenanzas SUD, tres salas para sellamientos matrimoniales y la clásica pila bautismal sostenida por doce bueyes simbólicos en su nivel sótano.

## Arquitectura
El estilo arquitectónico del edificio está inspirado en los estilos religiosos, culturales e históricos de la región, combinado con el diseño tradicional de los templos de la iglesia.
El templo se encuentra en un terreno de 9 acres, y el paisaje alrededor del templo cuenta con una fuente, así como árboles, arbustos y plantas autóctonas. La estructura tiene un piso de altura. El exterior incluye una torre construida con piedra caliza Moleanos de Portugal.
El interior cuenta con vidrieras y carpintería artística centrada en motivos de diseño con influencia en las interpretaciones geométricas de las flores y la vegetación del país, así como por patrones textiles y de cerámica locales. Hay varias pinturas originales dentro de todo el edificio. El templo incluye cuatro salas de instrucción, tres salas de sellamiento y un baptisterio, cada uno dispuesto para uso ceremonial.
El diseño utiliza elementos que representan los paisajes naturales de Honduras, proporcionando un significado espiritual más profundo a la apariencia y función del templo para sus usuarios. El simbolismo es importante para los miembros de la iglesia e incluye los colores utilizados en las decoraciones tradicionales interiores del templo. Los tonos turquesa y verde se usaban para representar las aguas, la naturaleza y el plumaje de las aves, mientras que el naranja, el amarillo y el rojo ladrillo simbolizaban la zona subtropical. 

## Entrada
El 28 de mayo de 2024, la iglesia anunció que se celebraría una jornada de puertas abiertas del 12 al 28 de septiembre de 2024. El templo fue luego dedicado por Dale G. Renlund el 13 de octubre de 2024. Como todos los templos de la iglesia, el edificio no se utiliza para los servicios de culto dominical. Una vez dedicada, sólo los miembros de la iglesia con una recomendación vigente para el templo pueden entrar para sus cerecmonias eclesiásticas.